# Monumento al Soldado Confederado (Huntsville)
El Monumento al Soldado Confederado, o Monumento Confederado, está ubicado en el cementerio Maple Hill en Huntsville, Alabama.

## Descripción
El monumento consiste en una estatua de granito de tamaño natural de un soldado confederado sosteniendo un rifle. La base debajo de la estatua está grabada con un texto que alaba lo que describe como la "noble causa" de la Confederación y conmemora a aquellos que perdieron la vida luchando por ella, incluido el general local de Huntsville, John Hunt Morgan.

## Historia
El monumento fue erigido en 1905 por la organización Hijas de la Confederación cerca del juzgado del condado de Madison.
En 1966, el palacio de justicia junto al Monumento al Soldado Confederado fue demolido para dejar espacio para un nuevo palacio de justicia. El monumento se trasladó al otro lado de la calle y se colocó de lado cerca de una hilera de estructuras anteriores a la Guerra Civil que también estaban siendo demolidas. La estatua del soldado confederado fue aplastada accidentalmente por la caída de un muro; la base resultó ilesa. Las Hijas de la Confederación demandaron con éxito a la empresa de demolición y utilizaron su ganancia para construir una nueva estatua en la base superviviente. En 1968, la estatua parcialmente reconstruida se volvió a dedicar a su posición original.
A principios de junio de 2020, se protestó contra el monumento a raíz del asesinato de George Floyd en mayo de 2020. El 10 de junio de 2020, las siete personas de la Comisión del Condado de Madison votaron por unanimidad para buscar la aprobación de un comité estatal para trasladar el monumento al cementerio de Maple Hill, pero el Comité de Preservación de Monumentos de Alabama respondió que aprobar tal movimiento estaría fuera de su autoridad. Según la Ley de Preservación del Memorial de Alabama de 2017, el condado debe solicitar permiso para eliminar los marcadores históricos que han estado en su lugar durante veinte o cuarenta años; no contiene ningún proceso para la eliminación de marcadores que han estado en pie durante más de cuarenta años, como el Monumento al Soldado Confederado. Si el monumento se retira sin permiso estatal, el condado recibiría una multa de 25.000 dólares.
En la noche del 22 de octubre de 2020 o la madrugada del 23 de octubre de 2020, la ciudad retiró el monumento de la Plaza del Palacio de Justicia. Fue trasladado al cercano cementerio Maple Hill en una sección que contiene tumbas de soldados confederados.